# Distoleon punctipennis
Distoleon punctipennis är en insektsart som först beskrevs av Navás 1912.  Distoleon punctipennis ingår i släktet Distoleon och familjen myrlejonsländor. Inga underarter finns listade i Catalogue of Life.